# Stolperbordstein

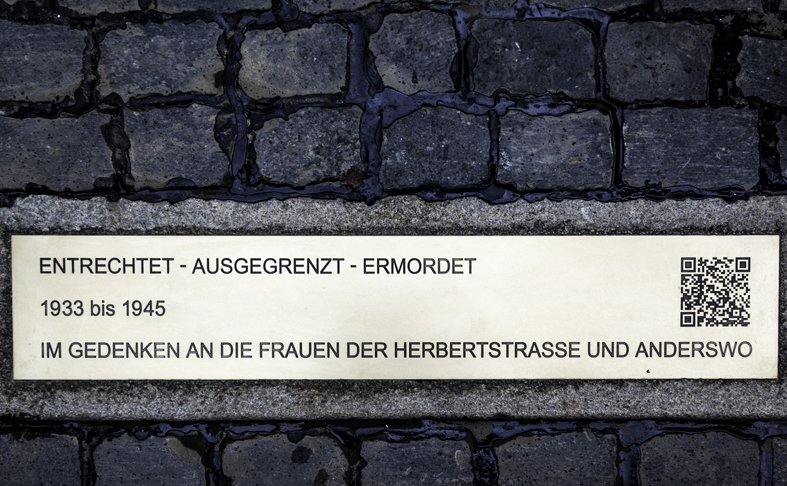
Gedenktafel für Sexarbeiterinnen in der Zeit des Nationalsozialismus in Hamburg-St. Pauli, 2024

Der Stolperbordstein ist ein Denkmal für Sexarbeiterinnen, die in der Zeit des Nationalsozialismus diskriminiert und ermordet wurden. Der Name verbindet zwei Begriffe: „Bordstein“ bezieht sich auf die Straßenprostitution und „Stolperstein“ steht für die Opfer des NS-Regimes. Die Gedenkplatte befindet sich in Hamburg-St. Pauli und erinnert an eine bisher wenig erforschte Gruppe von NS-Opfern.

## Beschreibung
Vor dem Eingangstor zur Herbertstraße an der Davidstraße nahe der Reeperbahn wurde mit Unterstützung des Bezirks Hamburg-Mitte am 9. August 2024 eine Bodenplatte in den Bordstein eingelassen, die an die Schicksale verfolgter Prostituierter in der NS-Zeit erinnert. Die Inschrift lautet:

„Entrechtet – Ausgegrenzt – Ermordet

1933 bis 1945

Im Gedenken an die Frauen der Herbertstraße und anderswo“

Die Initiative dazu war vom Verein Lebendiges Kulturerbe St. Pauli und der Kirchengemeinde St. Pauli ausgegangen. Ein QR-Code auf der Platte führt zu weiteren Informationen über die Geschichte der Herbertstraße und ihrer Bewohnerinnen.
Einige Initiativen beanstandeten in einem Offenen Brief, man habe bei dem Denkmal unterschiedliche Geschlechtsidentitäten nicht berücksichtigt, und die Begrenzung auf die NS-Zeit vernachlässige die Diskriminierung nach 1945. Zudem seien der Schöpfer der Stolperstein-Idee, der Künstler Gunter Demnig, oder die Hamburger Stolpersteininitiative nicht einbezogen worden.

## Hintergrund: Prostitution im Nationalsozialismus
In der Zeit des Nationalsozialismus galten Prostituierte als „asozial“, Prostitution wurde als „Sünde und Schande für die Volksgemeinschaft“ betrachtet. Die Tätigkeit der Frauen war nicht ausdrücklich verboten, unterlag aber strenger Überwachung, und die Frauen wurden in der Regel kaserniert. In einigen Städten Deutschlands errichtete man Metalltore vor Bordellgassen, um die Kontrolle zu verschärfen, wie zum Beispiel in der Herbertstraße in Hamburg-St. Pauli.
Prostituierte galten im nationalsozialistischen Sozialrassismus als „unterwertige Elemente“ und als unfähig, sich in die Volksgemeinschaft einzugliedern. Sie wurden stark verschärften Kontrollen sowie behördlicher Willkür und Schikane ausgesetzt wie Kasernierung, Entmündigung, Zwangssterilisierung, Zwangsarbeit, Einweisung in Anstalten, Gefängnisse oder Konzentrationslager wie das KZ Neuengamme oder das Frauen-KZ Ravensbrück.

### Von der Kontrolle zum Terror
Die nationalsozialistische Prostitutionspolitik durchlief verschiedene Phasen: von Verschärfung der Kontrolle bis zu extremen Formen von Ausbeutung und Zwang, insbesondere in den besetzten Gebieten und Konzentrationslagern. Röger/Debruyne erkennen in der nationalsozialistischen Prostitutionspolitik eine stetige Entwicklung „von der Kontrolle zum Terror“.
Anfänglich war die Politik der NSDAP in Sachen Prostitution eher moralisierend und zielte vor allem auf konservativ-christliche Bevölkerungskreise ab. Ein Erlass von 1937 verlieh der Polizei weitreichende Befugnisse zur sogenannten Vorbeugenden Verbrechensbekämpfung. Unter dem Vorwand, „asoziales Verhalten“ gefährde die Sicherheit der Allgemeinheit, konnte die Polizei Menschen ohne Gerichtsverfahren und ohne zeitliche Begrenzung in sogenannte Vorbeugehaft nehmen. Was jeweils als „asoziales Verhalten“ galt, bestimmte die Polizei, die Betroffenen konnten keine Rechtsmittel dagegen einlegen. Darüber hinaus hielten nationalsozialistische Pseudowissenschaftler wie Robert Ritter und Ernst Rüdin manche Prostitutierten für erblich belastet „debil“ und „schwachsinnig“ und forderten ihre Sterilisierung.
Mit beginnender Kriegsvorbereitung entwickelte sie sich jedoch in eine andere Richtung. Unter Heinrich Himmler, der die Funktion von Sexarbeit für eine militarisierte Gesellschaft erkannt hatte, fand eine Ausweitung polizeikontrollierter Bordelle statt, insbesondere in den eroberten Ostgebieten, die von deutschem Militär besetzt waren. Die Frauen in den Bordellen wurden nach rassistischen Kriterien selektiert, denn sogenannte arische Soldaten sollten nur noch auf entsprechende Frauen treffen. Kontakte zu jüdischen Prostituierten waren strikt verboten und die Frauen wurden kriminalisiert. Auch richtete man spezielle Bordelle für sogenannte Fremdvölkische ein, um Kontakte von Zwangsarbeitern zu „arischen“ Frauen zu verhindern, wobei nicht selten beschlagnahmter jüdischer Grundbesitz und Synagogen für Bordellzwecke benutzt wurden. Nicht wenige Frauen wurden, manchmal als Strafmaßnahme, zur sexuellen Zwangsarbeit in Wehrmachtsbordellen und Lagerbordellen verpflichtet, die männlichen Häftlingen als Anreiz zur Mehrarbeit dienen sollten.

### Die Situation im Konzentrationslager
Wie alle im KZ als „asozial“ Eingestufte trugen Prostituierte einen schwarzen Winkel an der Kleidung. Manche mussten einen grünen Winkel tragen und waren damit als „Berufsverbrecher“ oder als Sicherungsverwahrte markiert, selbst wenn sie nur Kleindelikte begangen hatten wie zum Beispiel eine der zahllosen Kontrollregeln nicht zu beachten. Als „asozial“ Eingestufte standen Sexarbeiterinnen in der Lagerhierarchie auf unterster Stufe und wurden nicht selten von ihren Mithäftlingen verachtet. Wie viele von ihnen im KZ umkamen oder durch die Schikane von Polizei und Gestapo getötet, in den Suizid getrieben oder verletzt wurden, ist nicht genau erforscht. Schätzungen zufolge befanden sich mindestens 70.000 Menschen mit schwarzem oder grünem Winkel in den Konzentrationslagern. Ihre Todesrate lag besonders hoch.

## Aufarbeitung nach 1945
Nach dem Ende des Nationalsozialismus wurde die Diskriminierung von Menschen, die von der sozialen Norm abwichen wie zum Beispiel Sexarbeiterinnen, nicht grundsätzlich geändert, sondern häufig in anderer Form fortgesetzt. Sexarbeiterinnen wurden nicht als NS-Opfer anerkannt und erhielten keinerlei Wiedergutmachung oder Entschädigung. Die Betroffenen schwiegen meist aus Scham vor erneuter Stigmatisierung. Im Mai 1946 gaben aber zwei ehemalige KZ-Häftlinge, die zu diesen Kategorien gehörten, eine Zeitschrift mit dem Titel Wahrheit und Recht! „Schwarz-Grün“. Internes Informationsblatt der Konzentrationäre Deutschlands der Schwarzen und Grünen heraus, von der insgesamt drei Ausgaben bekannt sind. Ihr Ziel war die moralische Anerkennung des Leidens von „Asozialen“ und „Berufsverbrechern“ sowie der Kampf um materielle Entschädigung dieser beiden KZ-Häftlingskategorien.
Erst im Frühjahr 2020 stimmten fast alle Parteien des Deutschen Bundestags (mit Ausnahme der AfD) einem Antrag der damaligen Regierungsfraktionen zu. Sie folgten damit einem Aufruf aus der Zivilgesellschaft. Der zentrale Satz des Textes lautet: „Niemand wurde zu Recht in einem Konzentrationslager inhaftiert, gequält und ermordet.“ Damit wurde zumindest ein Teil des Unrechts, dem Sexarbeiterinnen im Nationalsozialismus ausgesetzt waren, symbolisch anerkannt.